# متلازمة يونس-فارون
متلازمة يونس-فارون هي اضطرابٌ خلقيٌ جهازي يؤثر على الجهاز الهيكلي وأنسجة الجلد والقلب والجهاز التنفسي. يُعد حدوثه نادرًا جدًا. وُصف لأول مرة من قبل إميليو يونس وهامبرتو فارون من جامعة كولومبيا الوطنية.

## التشخيص
تشمل مظاهر متلازمة يونس-فارون: تأخر في النمو قبل الولادة وبعدها، النمو المعيب لعظام الجمجمة مع الغياب الكامل أو الجزئي لعظم الكتف وخصائص الوجه المميزة. قد تشمل الأعراض الإضافية تشوهات في أصابع اليدين أو القدمين بما في ذلك غياب الأظافر أو الأصابع. في معظم الحالات، يعاني الرضع المصابون بهذا الاضطراب من مشاكل تغذية شديدة وصعوبات في التنفس. بالإضافة إلى ذلك، قد يعانون من عيوب في القلب. قد يكون الخلل أو التشوهات في العظام شديدة بما يكفي لتصبح مميتة في أقل من 10 أسابيع بعد الولادة، ما يجعل الخطر عاليًا جدًا أثناء الرضاعة.

### الهيكل العظمي
تشمل العيوب خلل التعظم الترقوي القحفي وهو نمو غير طبيعي للعظم من خلال الترقوة ناقصة التنسج (الغائبة)، ضخامة الرأس (زيادة غير طبيعية في الجمجمة)، وافتراق (انفصال) الدرز. تتسبب متلازمة يونس-فارون أيضًا في حدوث شذوذات أخرى، إذ يظهر معظم المرضى عدم تنسج (غياب) الإبهام وكذلك السلاميات البعيدة أو نقص تنسج (نقص نمو) السلاميات القريبة. 
قد يكون خلل التنسج الحوضي موجودًا أيضًا، ما يؤدي إلى تحدد في حركة الوركين.

### الجهاز العصبي
من الأنماط العصبية الظاهرية لهذا الاضطراب: نقص تنسج في كل من الفصوص الجبهية، والجسم الثفني، ودودة المخيخ.

### الوجه
تشمل العلامات الواضحة لمتلازمة يونس-فارون اليافوخ الناعم والكبير، والجبهة العالية، والعيون البارزة، والأذنين الكبيرتين مع فص ناقص التنسج، والجسر الأنفي المنخفض، والنثرة القصيرة فوق الشفة، والحنك العالي المقوس عند سقف الفم، والميكروناثيا أو صغر الفك والشعر المتناثر مع غياب الحاجبين والرموش.

### الفيزيولوجيا المرضية
تتضمن آلية حدوث الطفرة في (إف آي جي 4) المسببة لمتلازمة يونس-فارون تحويل فوسفاتیدیل اینوزیتول 3-فوسفات إلى فوسفاتيدنوسيتول 3.5-ثنائي فوسفات. يتغير هذا التحويل في الأغشية الإندوزومية ديناميكيًا وفقًا لأحداث الانشطار والاندماج لخلق وامتصاص حويصلات النقل داخل الخلايا، عُثر على فجوات سيتوبلازمية متضخمة في الخلايا العصبية والعضلات والغضاريف. وقد حُدّدت على أنها فجوات داخل الأنابيب (الأكياس السائلة داخل سيتوبلازما الخلية) تتسبب في تراكم مفرط للبلاعم في نخاع العظم وسائل التامور في القلب. قد تتراكم السوائل أيضًا في المساحات المشيمية تحت شبكية العين، ما يتسبب في اعتلال الشبكية المصلي المركزي أو اعتلال المشيمية الشبكية وربما فقدان الرؤية.
يشير خلل الجهاز العصبي المركزي وتشوهات الهيكل العظمي الواسعة إلى دور فوسفاتيدنوسيتول 3.5-ثنائي فوسفات وفوسفاتیدیل اینوزیتول 3-فوسفات، في نمو والحفاظ على الهيكل العظمي.

## وراثيًا
تُورّث هذه المتلازمة بطريقة جسدية متنحية، عُثر على العديد من الطفرات في الجين المشفر (إف آي جي 4) التي تسبب متلازمة يونس-فارون. تؤدي بعض هذه الطفرات إلى فقدان كامل لوظيفة البروتين. البعض الآخر يتضمن استبدال الأحماض الأمينية. لا تؤدي كل الطفرات في الجين (إف آي جي 4) إلى متلازمة يونس-فارون. تؤدي بعض الطفرات إلى أشكال مختلفة من مرض شاركو-ماري-توث، والتصلب الجانبي الضموري 11.

## العلاج
يعتبر التدخل العلاجي المبكر مهمًا. بالنسبة للرضع، تُراقب صعوبات التنفس والتغذية. العلاجات المستخدمة هي عرضية وداعمة فقط.

## الوبائيات
وُصفت متلازمة يونس-فارون لأول مرة في الثمانينيات من القرن الماضي، ومنذ ذلك الحين أُبلغ عن أقل من 15 حالة حول العالم. لم ينج العديد من الرضع بعد السنة الأولى من الحياة.